# Signing Statement
Als Signing Statement wird in den Vereinigten Staaten ein schriftlicher Kommentar des Präsidenten bezeichnet, der beim Unterzeichnen eines Bundesgesetzes direkt der Unterschrift folgt. Die Kommentare sollen dazu dienen, die Interpretation und Art der Ausführung des Gesetzes durch die Exekutive festzulegen.

## Geschichte
Die ersten Signing Statements wurden von Präsident James Monroe verfasst. Weder die Verfassung der Vereinigten Staaten noch die Bundesgesetze enthalten Bestimmungen, die diese Kommentare direkt oder indirekt erlauben oder verbieten.
Bis in die 1980er waren die meisten Signing Statements gewöhnlich triumphale Verkündungen, die meist unbeachtet blieben. Bis zur Präsidentschaft Ronald Reagans wurde dieses Instrument nur 72 mal angewandt. Reagan und seine Nachfolger George H. W. Bush und Bill Clinton verfassten zusammen 247 Signing Statements, während Präsident George W. Bush bis März 2006 über 500 verfasst hat.
Präsident Barack Obama gab während seines Wahlkampfes das Versprechen, die Signing Statements nicht auf dieselbe umstrittene Weise einzusetzen, wie sein Vorgänger. Bis zum Juli 2009 verfasste er selbst fünf dieser Statements. Ob diese seinem Wahlversprechen entgegenstehen, ist nicht klar auszumachen.
Ein Rundschreiben des Justizministeriums vom 3. November 1999 erklärt den Zweck der Signing Statements in Hinblick auf potenzielle Verfassungswidrigkeit in den unterzeichneten Gesetzen:
"If the President may properly decline to enforce a law, at least when it unconstitutionally encroaches on his powers, then it arguably follows that he may properly announce to Congress and to the public that he will not enforce a provision of an enactment he is signing. If so, then a signing statement that challenges what the President determines to be an unconstitutional encroachment on his power, or that announces the President’s unwillingness to enforce (or willingness to litigate) such a provision, can be a valid and reasonable exercise of Presidential authority."
„Wenn der Präsident rechtmäßig die Ausführung eines Gesetzes ablehnen kann, insbesondere wenn das Gesetz auf verfassungswidriger Weise seine Befugnisse beschränkt, dann kann auch folgerichtig argumentiert werden, dass er dem Kongress und der Öffentlichkeit die von ihm beschlossene Nichtausführung eines Gesetzesabschnitts verkünden darf. Wenn dem so ist, dann kann ein Signing Statement, das angreift, was der Präsident als verfassungswidrigen Eingriff in seine Befugnisse ansieht, oder verkündet, dass der Präsident nicht gewillt ist, diesen Abschnitt auszuführen, (oder gegen ihn den Rechtsweg einzulegen) als gültige und verhältnismäßige Ausübung präsidialer Kompetenzen angesehen werden.“

## Rechtliche Bedeutung
Die rechtliche Bedeutung der Signing Statements ist unklar, es wird aber angenommen, dass sie selbst keine Rechtskraft haben, außer dass sie eine Bestätigung der gesetzlichen Vorschriften und der Pflicht diese auszuführen darstellen.
Der Oberste Gerichtshof hat noch in keinem Fall über die rechtliche Konsequenzen der Signing Statements befunden. In einem Urteil hat ein Berufungsgericht in New York 1989 ein Signing Statement Reagans anerkannt, allerdings daraus keine Rechtsfolgen abgeleitet. Andere Gerichte haben angemerkt oder suggeriert, dass die Kommentare „keine überzeugende Gewalt“ haben (engl. "lack of persuasive authority").

## Kritik
Kritiker haben oft festgestellt, dass Präsident Bush Signing Statements dazu benutzt hat, die Interpretation eines Gesetzes durch die Exekutive festzulegen. Dabei wird von einigen behauptet, dass diese Anwendung dem Line-Item-Veto gleichkommt, also dem Veto gegen Einzelbestimmungen eines Gesetzes, obwohl der Oberste Gerichtshof dieses schon in den 1990ern als verfassungswidrig erklärt hatte – der Präsident darf ein Gesetz nur als Ganzes abzeichnen oder mit Veto belegen.
Einer der kontroversesten Kommentare entstand im Zusammenhang mit einem Bundesgesetz, das 2005 noch einmal die Misshandlung von Kriegsgefangenen der Vereinigten Staaten verbot:
"The executive branch shall construe Title X in Division A of the Act, relating to detainees, in a manner consistent with the constitutional authority of the President to supervise the unitary executive branch and as Commander in Chief and consistent with the constitutional limitations on the judicial power, which will assist in achieving the shared objective of the Congress and the President, evidenced in Title X, of protecting the American people from further terrorist attacks."
„Die Exekutive interpretiert Titel 10 im Abschnitt A des Gesetzes, in Bezug auf Kriegsgefangene, in einer Weise, die mit den verfassungsrechtlichen Befugnissen des Präsidenten, die Exekutive in ihrer Gesamtheit zu leiten, und als Oberbefehlshaber übereinstimmt und die mit den verfassungsrechtlichen Beschränkungen der richterlichen Gewalt übereinstimmt, und die der Erfüllung des gemeinsamen Ziels des Präsidenten und des Kongresses, das amerikanische Volk von weiteren terroristischen Anschlägen zu schützen, wie es Titel 10 vorsieht, dient.“
Da mit Hilfe der Theorie der „einheitlichen Exekutive“ der Oberbefehlshaber weitreichende Befugnisse hat, bei der Interpretation und Anwendung der Gesetze sein eigenes Ermessen einzusetzen, hat sich der Präsident damit das Recht reserviert, das Folterverbot zu ignorieren.